# 과거

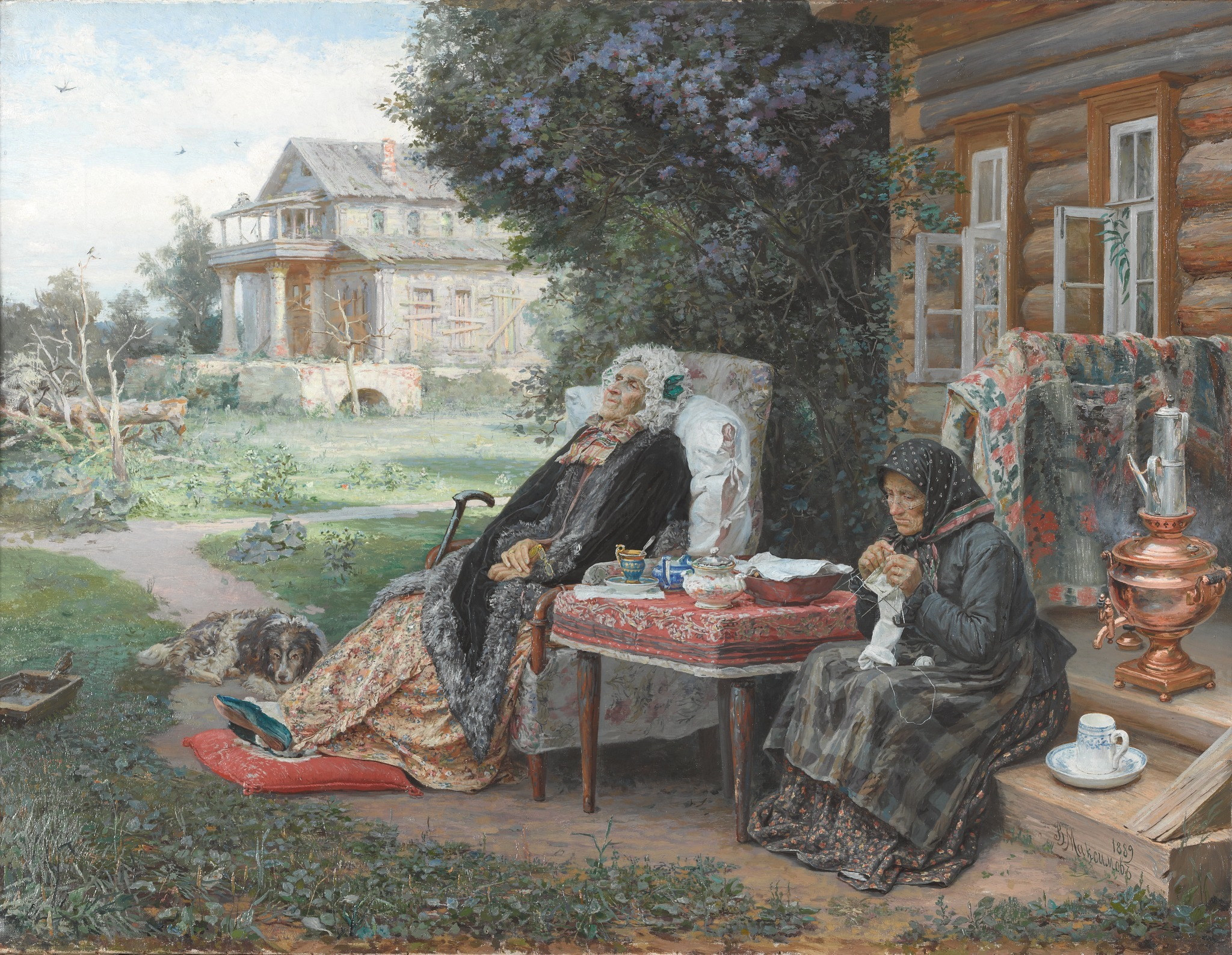
바실리 막시모프, "모든 것은 과거이다."

과거(過去, 문화어: 어제날)는 현재를 기준으로 그 전의 시간이다. 이미 발생한 것으로 시간의 일부이다. 미래와는 반대되는 말이다. 인간은 언어가 출현한 이래로 과거를 기록해오고 있다. "과거"의 영단어 past라는 단어가 처음 사용된 것은 14세기이며, "지나가다"를 의미하는 중세 영어 단어 passen의 분사로서 발전한 단어이다. 과거는 현재와 대조를 이룬다.

## 일상용어에서의 과거
한국의 일상용어에서 과거는 어떤 사람이 이전에 벌이거나 경험한 것을 의미하며, 때때로 직장경력이나 결혼이나 남녀관계의 특정한 경험을 의미하기도 한다.

## 연구 분야
과거는 시간, 생명, 역사, 노스탤지어, 고고학, 고천문학, 연대학, 지질학, 역사지질학, 역사언어학, 존재론, 고생물학, 고식물학, 고지리학, 고기후학, 어원학, 물리 우주론 등의 분야 내의 연구 대상이다.

## 같이 보기
- 고문체
- 유물
- 문화유산
- 플래시백 (심리현상)
- 기억
- 박물관
- 노스탤지어
- 과거시제
- 회상
- 복고풍